# Palazzo Pretorio (Lucca)
Il Palazzo Pretorio di Lucca è un edificio per uffici in stile rinascimentale, situato sul lato sud di Piazza San Michele nel centro della città ed è il più importante edificio del Rinascimento lucchese.

## Storia
Eretto nel 1370 come sede del tribunale, con delibera della Repubblica del 17 luglio 1492 fu deciso di ristrutturarlo per farlo diventare palazzo civico. Furono quindi eseguiti, a partire dal 1494, lavori di ampliamento dell'edificio e aggiunti gli alloggi per il Podestà, che ne fece la sua sede istituzionale. In seguito divenne sede del Bargello, ovvero della polizia. Ulteriori aggiunte furono fatte nel 1588 da Vincenzo Civitali e probabilmente anche dal figlio Nicolao, che lo lasciarono nella sua forma attuale. 
Di particolare pregio è anche l'orologio posto sulla facciata in epoca barocca, recentemente restaurato e tuttora funzionante.
A partire dal 1989, il palazzo è sede dell’Autorità di bacino del fiume Serchio, che gestisce il bacino idrografico dell'omonimo fiume, e dal 2016 anche dellʾAccademia lucchese di scienze, lettere e arti.

## La loggia

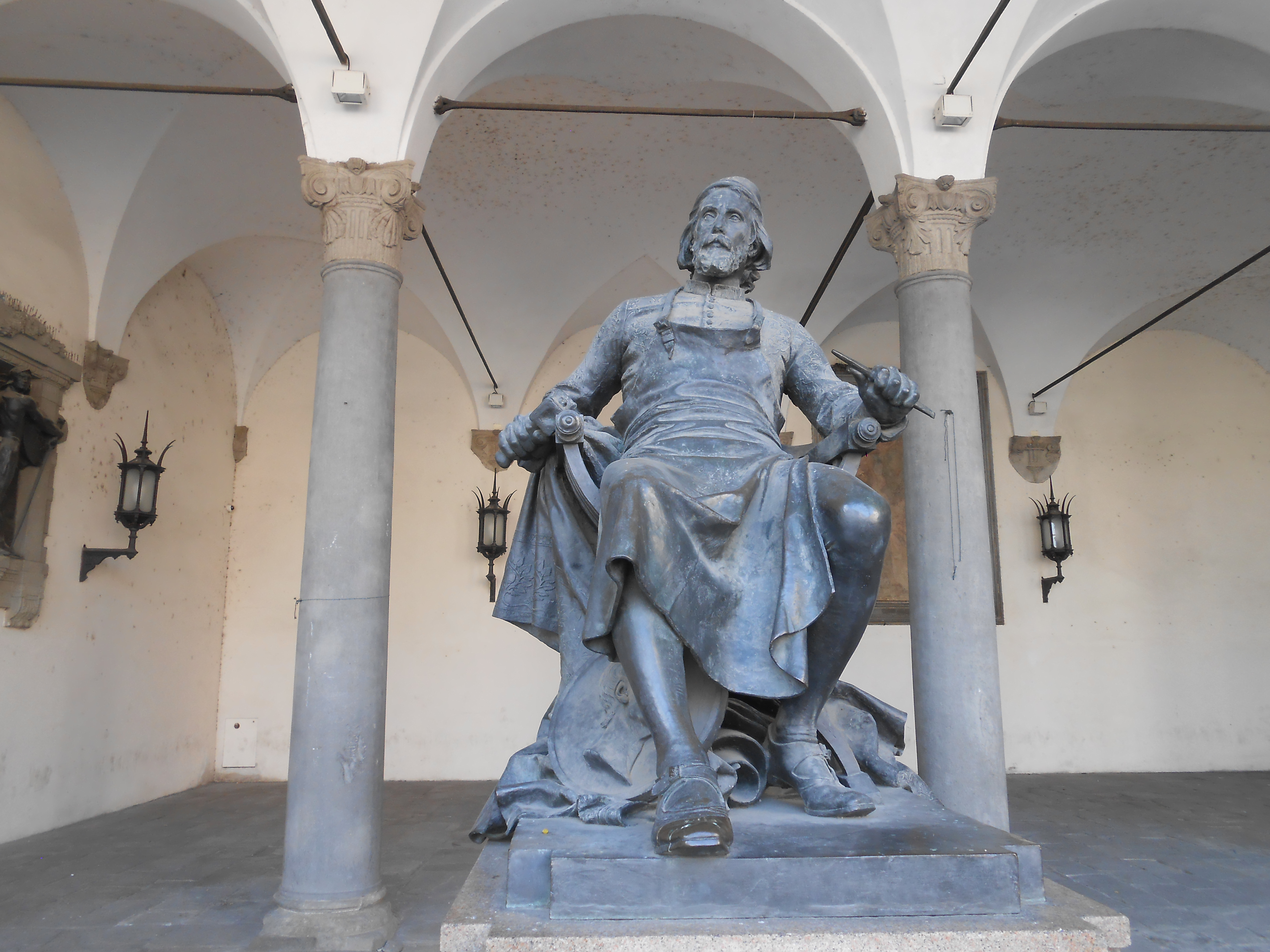
monumento a Matteo Civitali dello scultore Arnaldo Fazzi

La loggia, inizialmente più limitata, venne raddoppiata in profondità nel 1589 e sotto i suoi archi su colonne rialzate trovarono poi collocazione per un certo periodo di tempo gli uffici comunali degli "offiziali" del giudice ordinario, con le classiche aperture a "T" verso la strada, che sono tipiche delle antiche botteghe lucchesi. 
All'interno della stessa loggia si ammirano il monumento a Matteo Civitali (monumento bronzeo opera di Arnaldo Fazzi), che fu progettista del fabbricato, e i busti dell'esploratore Carlo Piaggia e dello scultore Vincenzo Consani (che sono opera rispettivamente di Augusto Passaglia e di Urbano Lucchesi), e del garibaldino Tito Strocchi (il cui monumento fu realizzato da Francesco Petroni). Sulla parete centrale, alle spalle della statua di Matteo Civitali, si può ammirare infine quel che rimane del dipinto della Madonna con il bambino insieme ai Santi Pietro e Paolino, meglio conosciuta come Madonna della Libertà, commissionato dal governo lucchese nel 1613.